# Love Is a Many-Splendored Thing
Love Is a Many-Splendored Thing (bra: Suplício de uma Saudade; prt: A Colina da Saudade) é um filme estadunidense de 1955 do gênero Drama romântico, dirigido por Henry King para a 20th Century Fox. Roteiro de John Patrick do livro de 1952 de Han Suyin. A canção tema que fez muito sucesso ("Love is a Many-Splendored Thing") foi gravada pelo grupo The Four Aces. Jerry Vale, Nat King Cole e Frank Sinatra seriam outros dos muitos artistas que a cantariam nos anos seguintes.

## Elenco
- William Holden como Mark Elliott
- Jennifer Jones como Dra. Han Suyin
- Torin Thatcher como Humphrey Palmer-Jones
- Isobel Elsom como Adeline Palmer-Jones
- Murray Matheson como Dr. John Keith
- Virginia Gregg como Anne Richards
- Richard Loo como Robert Hung
- Soo Yong como Nora Hung
- Philip Ahn como Terceiro Tio
- Jorja Curtright como Suzanne
- Donna Martell como Suchen, irmã de Suyin

## Sinopse

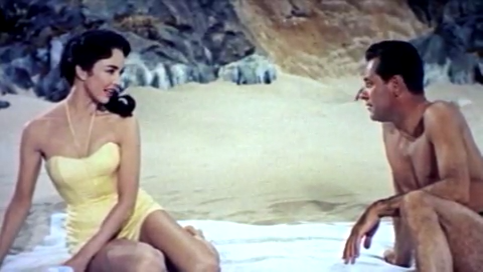
Jennifer Jones e William Holden em cena do filme

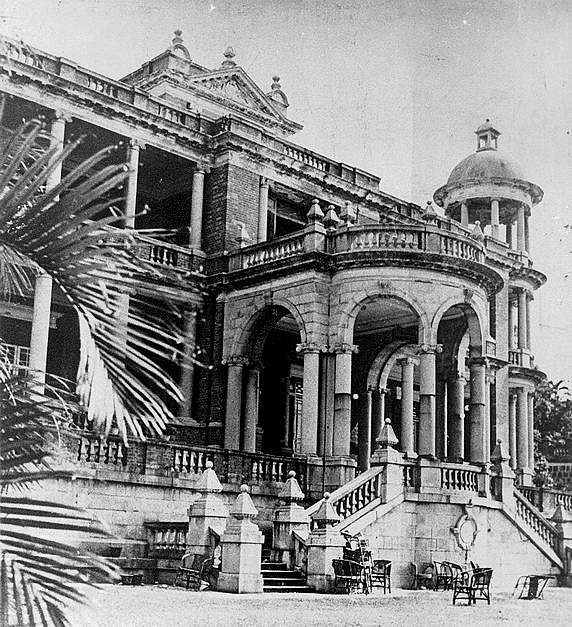
Prédio em Hong Kong, atualmente demolido, que serviu como o Clube dos Correspondentes Estrangeiros, mostrado no filme

Em 1949, a China se torna comunista e os refugiados não param de chegar em Hong Kong. A médica eurasiana viúva Han Suyn está sobrecarregada com tantos atendimentos no hospital que trabalha e resolve tirar um dia de folga e ir a uma festa da sociedade. Lá ela encontra o correspondente de guerra americano casado Mark Elliott, que pede para fazer uma entrevista com ela. Os dois se apaixonam mas o homem não consegue o divórcio e a doutora começa a sofrer pressões, tanto em seu trabalho quanto da sua família. Quando estoura a Guerra da Coréia, o jornalista parte para acompanhar o conflito e o casal passa a se corresponder por cartas.

## Prêmios
- Venceu o Oscar por melhor figurinos coloridos, canção original e trilha sonora (Sammy Fain e Paul Francis Webster por "Love Is a Many-Splendored Thing"). Foi indicado para melhor atriz (Jennifer Jones), direção de arte colorida (Lyle Wheeler, George Davis, Walter M. Scott, Jack Stubbs), Edição a cores, melhor filme e melhor som.[3]